# Grb Paname
Grb Paname je prihvaćen 1904., od kada je doživio još nekoliko izmjena. Na vrhu je grba devet zvijezda, simbol devet pokrajina Paname (do 1946. je bilo sedam zvijezda). Pod njima je orao, simbol SAD-a, koji u kljunu drži srebrnu traku s natpisom "Pro Mundi Beneficio" ("Za dobrobit svijeta").
Orao stoji na štitu, podijeljenom na pet dijelova. U bijelom polju u gornjem lijevom kutu štita su prekrižene sablja i puška, uspomena na krvavu prošlost Paname i borbu za neovisnost od Španjolske i Kolumbije. Desno od toga, u crvenom polju, nalaze se kramp i lopata, simbol gradnje Panamskog kanala. U središnjem dijelu štita je prikaz Panamskog kanala, sa Suncem i Mjesecom. U plavom polju u donjem lijevom kutu je rog obilja, a desno, u bijelom polju, kotač s krilima, simbol napretka.
S obje strane štita su po dvije panamske zastave.